# Trociniarka czerwica
Trociniarka czerwica (Cossus cossus) – owad z rzędu motyli, jeden z największych motyli występujących w Polsce.
Jest to owad o szaro-brązowym ubarwieniu, rozpiętości skrzydeł do 96 mm, ze zredukowaną ssawką. Tułów i odwłok pokryte włoskami. Owad aktywny w nocy, przylatuje do światła. Brunatno-czerwone gąsienice dorastają do 10 cm długości, są wszystkożerne, żywią się głównie drewnem drzew liściastych, zjadają też larwy innych motyli.
Do podstawowych roślin żywicielskich trociniarki należą wierzby, topole i brzozy. Jaja składane są w spękanej korze drzew. Rozwój trwa od 2-4 lat. Przepoczwarczenie następuje wewnątrz chodnika wygryzionego w drewnie lub w ziemi.

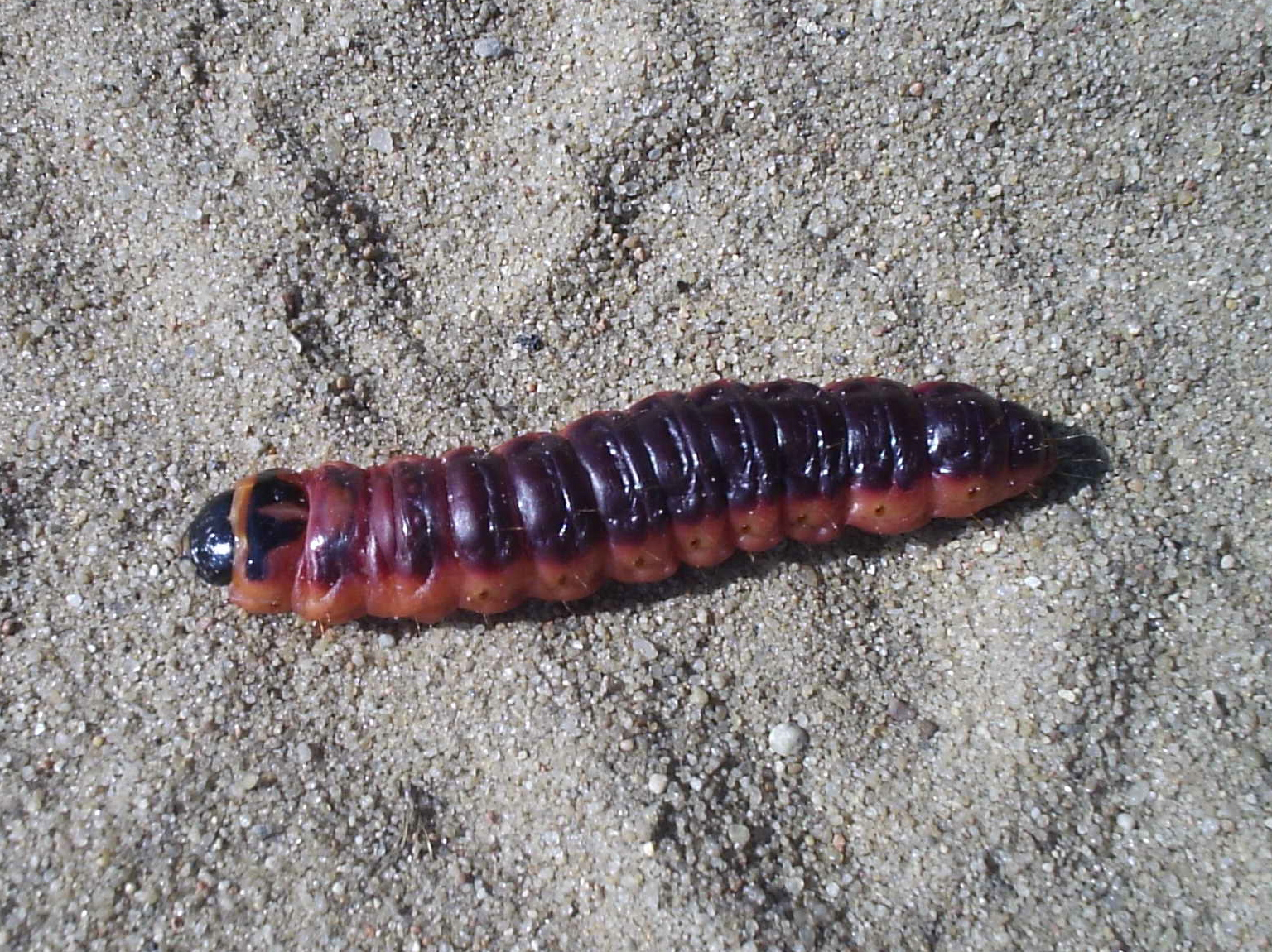
Gąsienica